# Laetitia Saint-Paul
Pour les articles homonymes, voir Saint-Paul.
Laetitia Saint-Paul, née Bruneau le 21 janvier 1981 à Chartres (Eure-et-Loir), est une femme politique française, ancien officier de l'armée de terre, ancienne élève de l' École spéciale militaire de Saint-Cyr.
Membre de La République en marche, elle est élue députée en 2017 dans la quatrième circonscription de Maine-et-Loire (Saumur Sud) et réélue en 2022 avec 60,33% des voix. Elle est la première militaire  d'active à siéger à l'Assemblée nationale depuis 1918,.Membre de la commission des Affaires étrangères de l'Assemblée nationale, elle y officie comme coordinatrice pour le groupe LREM, jusqu’en septembre 2019. Entre octobre 2019 et juin 2022, elle est vice-présidente de l'Assemblée nationale chargée des activités internationales. Depuis sa réélection, elle est membre de l'UIP (Union interparlementaire). Elle préside en outre le groupe d'études Eau et Biodiversité de l'Assemblée nationale.

## Biographie

### Famille
Ses parents tenaient un bureau de tabac dans une ZUP de Rennes.
Née Laetitia Bruneau, mariée avec le capitaine Alexandre Saint-Paul, lui-même officier à l’école de cavalerie de Saumur, elle est mère de deux enfants.

### Carrière militaire
Après une classe préparatoire effectuée au Prytanée militaire de La Flèche (1999-2002), elle intègre l'Ecole Spéciale Militaire de Saint-Cyr en 2002, au sein de la promotion général Gabriel de Galbert. En 2021, elle révèle qu'elle a été l'objet à Saint-Cyr de harcèlement et d'humiliations de la part d'élèves masculins pour la contraindre à la démission,. À l'issue de trois années de scolarité, elle choisit l'arme du matériel.
En tant que commandante d'unité, elle prend pendant quatre ans la tête d'une compagnie de 200 militaires au sein de la brigade franco-allemande.

### Parcours politique
Alors qu'elle souhaite devenir conseillère municipale à Turquant, sa commune de 600 habitants, elle en est empêchée par le droit militaire,.
En juin 2017, candidate investie par La République en marche, elle est élue députée au second tour des élections législatives, dans la quatrième circonscription de Maine-et-Loire face au candidat UDI Éric Touron, avec 58,23 % des voix,. Elle devient ainsi le premier militaire en activité élu député depuis 1918,, en même temps que la première femme ancienne combattante à entrer au Palais-Bourbon et la première femme élue dans sa circonscription.
En novembre 2017, elle est élue juge à la Cour de justice de la République, compétente pour juger les ministres pour des faits commis dans le cadre de leurs fonctions.
Fin 2017, après l'élection de Christophe Castaner au poste de délégué général de LREM, elle figure sur la liste « diversité des territoires » menée par Joachim Son-Forget pour l'élection du bureau exécutif du parti.
En juillet 2019, à l'occasion de la remise en jeu des postes au sein de la majorité macroniste, elle se porte candidate au sein de son groupe parlementaire à la vice-présidence de l'Assemblée et est élue au second tour face à Émilie Cariou, la sortante Carole Bureau-Bonnard ayant été éliminée au premier tour.
En tant que vice-présidente de l'Assemblée nationale, elle préside la délégation chargée des activités internationales. Elle représente notamment l’Assemblée nationale au sommet des présidents de Parlement du G20 au Japon en novembre 2019, faisant suite au G20 des chefs d’État et de gouvernement réunis à Osaka en juin 2019. Elle participe également à la Conférence mondiale des Présidents de Parlement organisée par l’Union interparlementaire (UIP) en août 2020, en tant que représentante du président de l'Assemblée Nationale, Richard Ferrand.
En février 2021, elle publie son premier livre chez Lattès, où elle revient sur son parcours autant comme officier militaire que députée,.
En avril 2021, le bureau de l'Assemblée nationale confie à Laëtitia Saint-Paul une mission en prévision de la présidence française du Conseil de l'Union européenne.En mars 2022, elle préside l’une des conférences thématiques organisées dans ce cadre et relative aux politiques européennes au service des citoyens.
Cette même année, elle est missionnée par la majorité pour préparer le programme des élections présidentielles sur les sujets de Défense,.
Lors des élections législatives françaises qui suivront, en juin 2022, elle se représente dans la quatrième circonscription de Maine-et-Loire (Saumur Sud) : elle est réélue, avec un score de second tour (60,33 % des suffrages exprimés) meilleur qu'en 2017 et le soutien d'élus locaux.
En septembre 2022, elle est élue par ses pairs vice-présidente de la délégation française de l’Union interparlementaire . Le mois suivant, lors de la 145ème Assemblée de l’UIP  à Kigali, au Rwanda, elle s’est exprimée sur la parité en politique et en particulier sur l’évolution de la situation des femmes dans les Parlements. Un an plus tard, en octobre 2023, elle représentera également le Parlement français à Luanda en Angola, au cours de la 147ème Assemblée de l’UIP : elle est élue membre du Groupe consultatif de haut niveau sur la lutte contre le terrorisme et l’extrémisme violent.  
Le 5 décembre 2023 est votée la loi visant à réduire les inégalités territoriales pour les ouvertures de casino (Loi n°2023-1178), qu’elle a portée et qui permettra à la Ville de Saumur d’accueillir un établissement de jeu,.
En mars 2024, étant la première à soutenir Manon Dubois, victime d’agression sexuelle dans la marine,,de nombreuses victimes se sont tournées vers elle et dans un article du Monde elle dévoile que sa boîte mail est devenue le MeToo des armées.Face à cette accumulation de témoignages, elle demande une enquête de commandement au ministre des Armées, Sébastien Lecornu. Elle soutient la création d’une mission sur les mesures de prévention des victimes et de sanctions des agresseurs,.
Dès le lendemain de sa réélection le 7 juillet 2024 comme députée du Maine-et-Loire, elle quitte Renaissance et rejoint Horizons d'Edouard Philippe qui « correspond mieux à ses attentes ».

## Publication
- Mission : Tenir : de l'Armée à l'Assemblée nationale, éditions JC Lattès, février 2021.

## Décorations
- Croix du combattant
- Médaille d'Outre-Mer avec agrafes République de Côte d'Ivoire et Liban
- Médaille de la Défense nationale, échelon or
- Médaille de reconnaissance de la Nation
- Médaille commémorative de la force intérimaire des Nations Unies au Liban
- Médaille de la croix d'honneur en bronze de la Bundeswehr